# Ashill (Somerset)
Ashill – wieś w Anglii, w hrabstwie Somerset, w dystrykcie (unitary authority) Somerset. Leży 63 km na południowy zachód od miasta Bristol i 208 km na zachód od Londynu. W 2002 miejscowość liczyła 528 mieszkańców.